# Seat Ibiza
 (février 2021).
La Seat Ibiza est une citadine produite depuis 1984 par le constructeur automobile espagnol Seat, filiale du groupe allemand Volkswagen. La Seat Ibiza est un modèle très important pour la marque espagnole car elle représente près de 40 % de ses ventes annuelles[Quand ?].
Au vu de son succès, une version tricorps est développée en 1994, et nommée Seat Cordoba.
Aujourd'hui, la petite citadine de Seat compte déjà 5 générations à son actif, dont chacune a fait l'objet de restylage.

## Seat Ibiza I (1984 - 1992)
La première génération d'Ibiza voit le jour en 1984. C'est alors la première voiture inédite créée par la marque hispanique depuis sa séparation avec le groupe italien Fiat. Elle est dessinée par Giorgetto Giugiaro, sur la plateforme de la Fiat Ritmo. Son nom fait référence à l'île d'Ibiza dans l'archipel des Baléares, en Espagne.
Lors de sa commercialisation, elle propose deux moteurs essence, 1,2 litre et 1,5 litre System Porsche, et un diesel Fiat de 1,7 litre, déjà utilisé sur la Fiat Ritmo.
En 1988, Seat complète son offre avec une version sportive, la Ibiza SXI, motorisée d'un 1,5 litre injection Porsche et une version Junior équipée du fameux moteur 100GB de Fiat bien connu de Seat qui l'avait largement utilisé sur ses modèles anciens lorsque la marque Seat appartenait à Fiat : 850, 850 Coupé, 127, Fura, Panda, Marbella, Trans etc.
Elle reçoit un léger restylage début 1989, et un autre plus important (Ibiza New Style) en 1991.
La production de l'Ibiza première génération s'arrête en Europe en 1993.

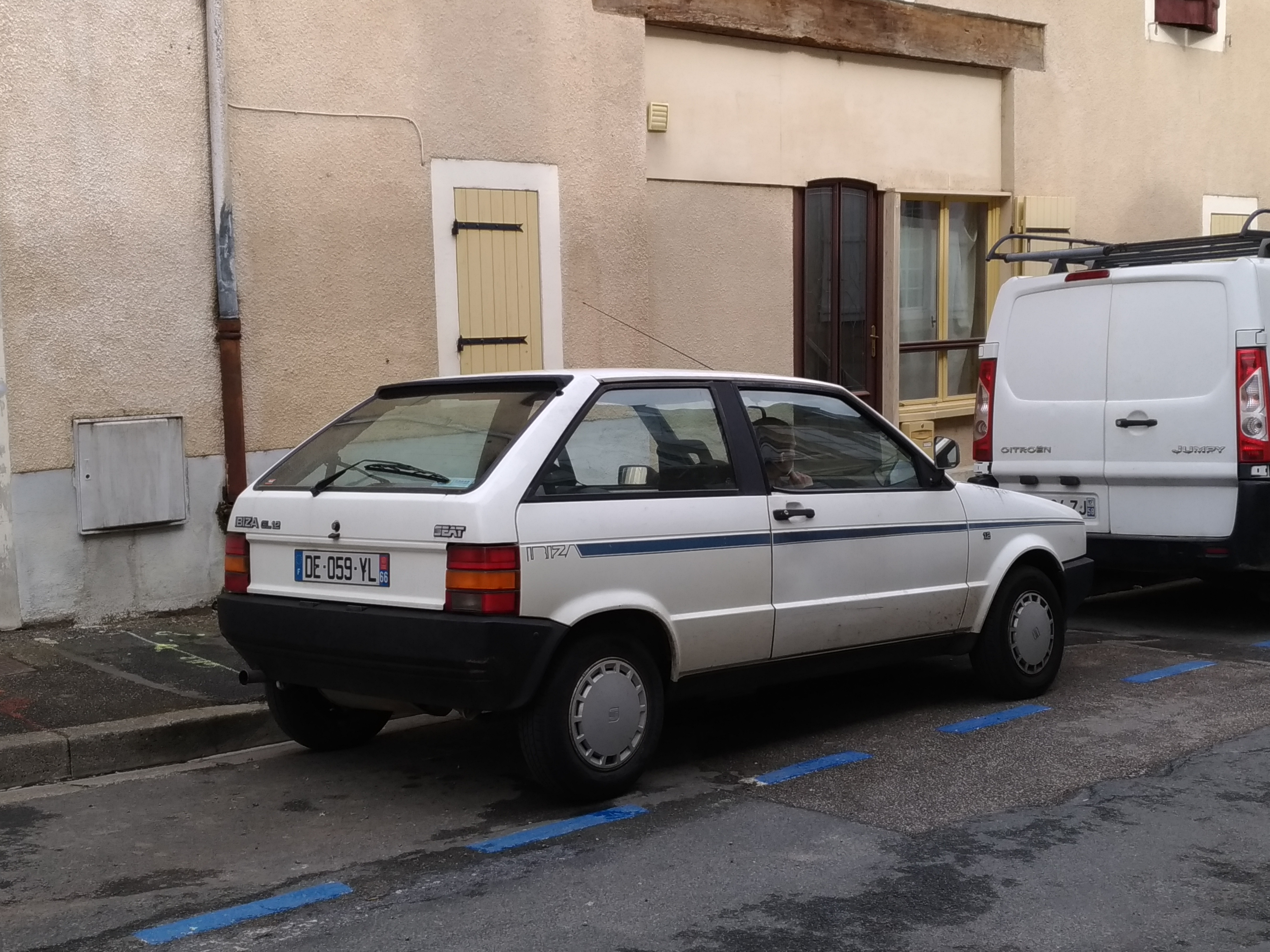
Seat Ibiza I phase 1.
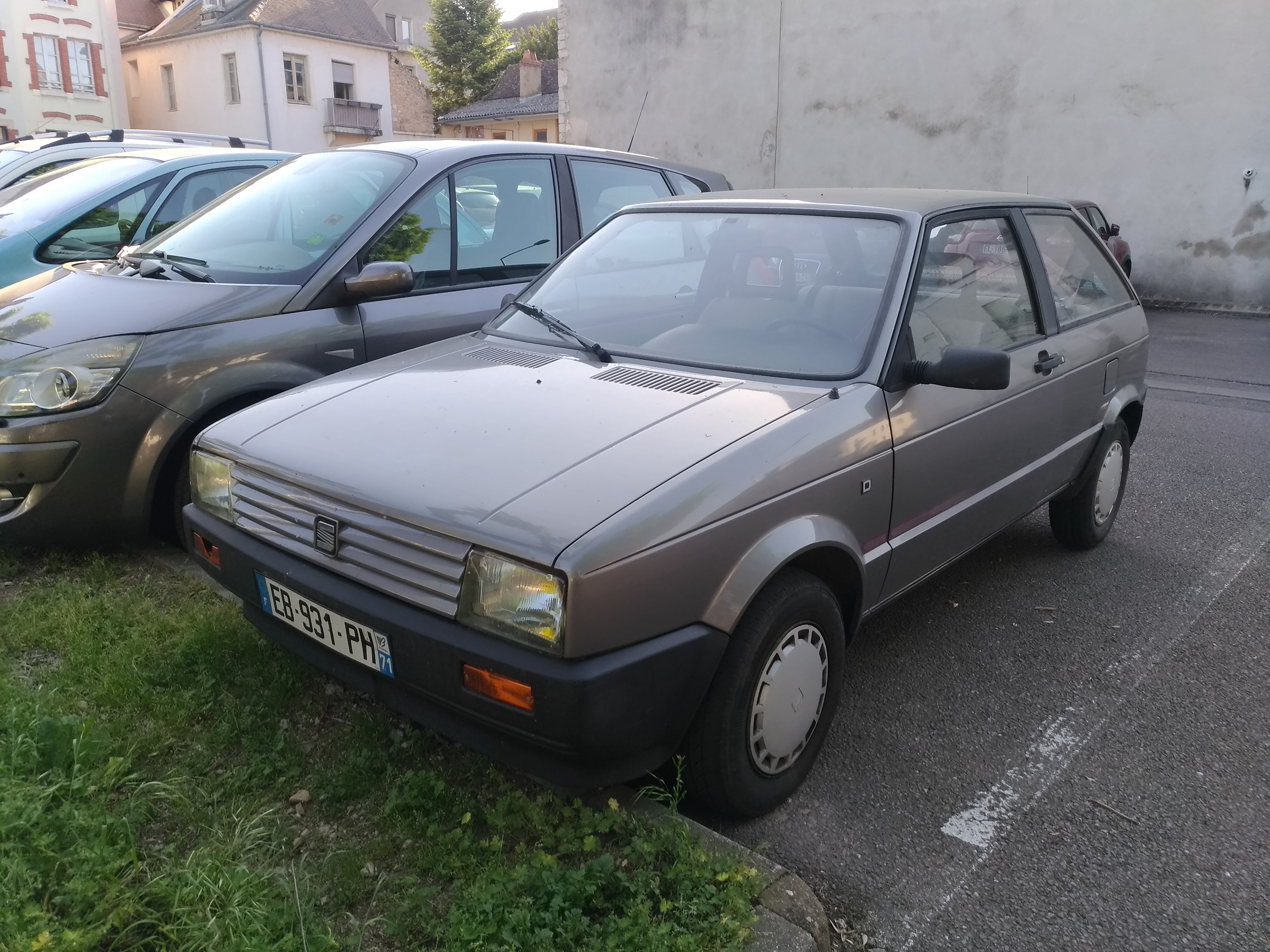
Seat Ibiza I phase 2.
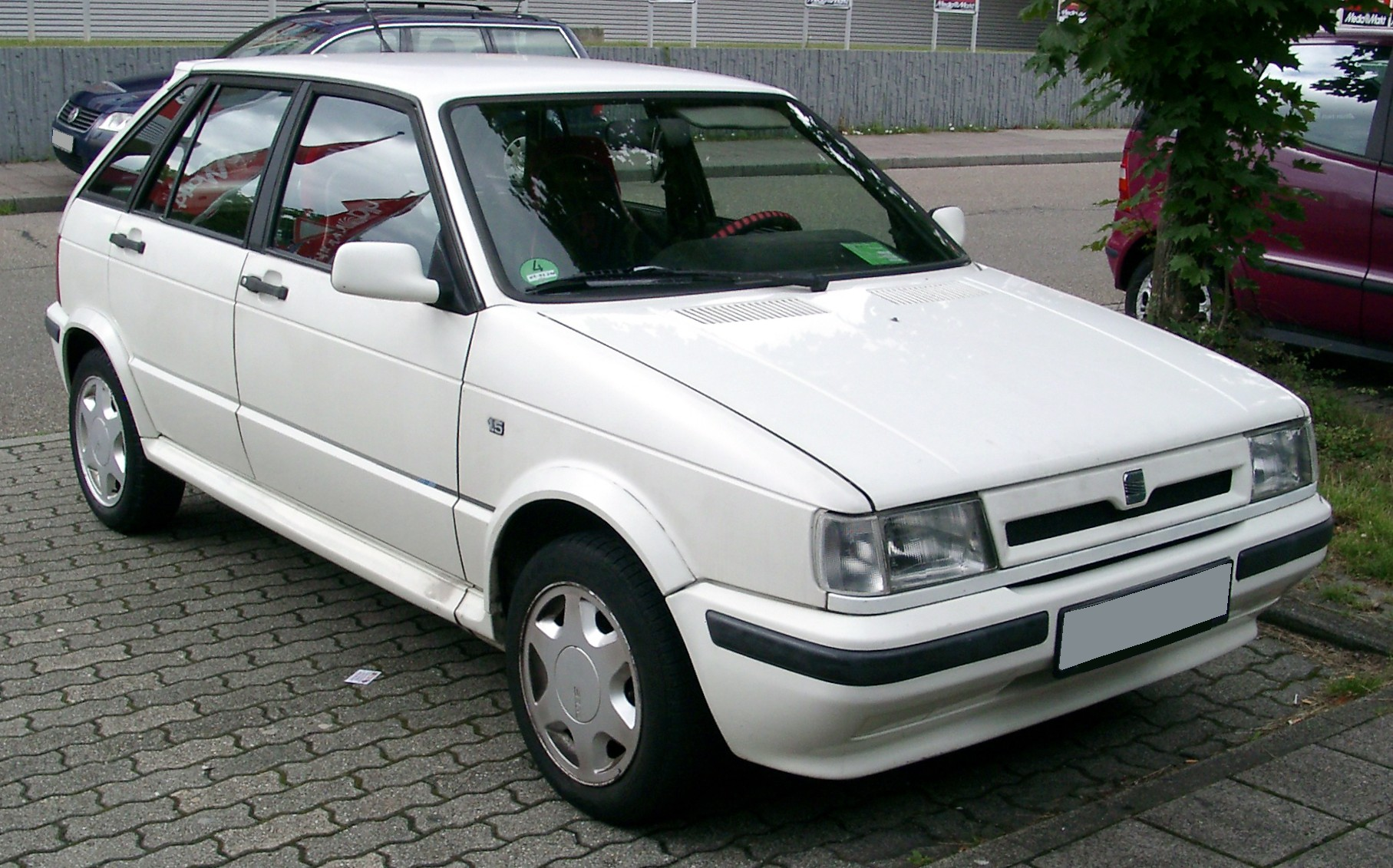
Seat Ibiza I phase 3.
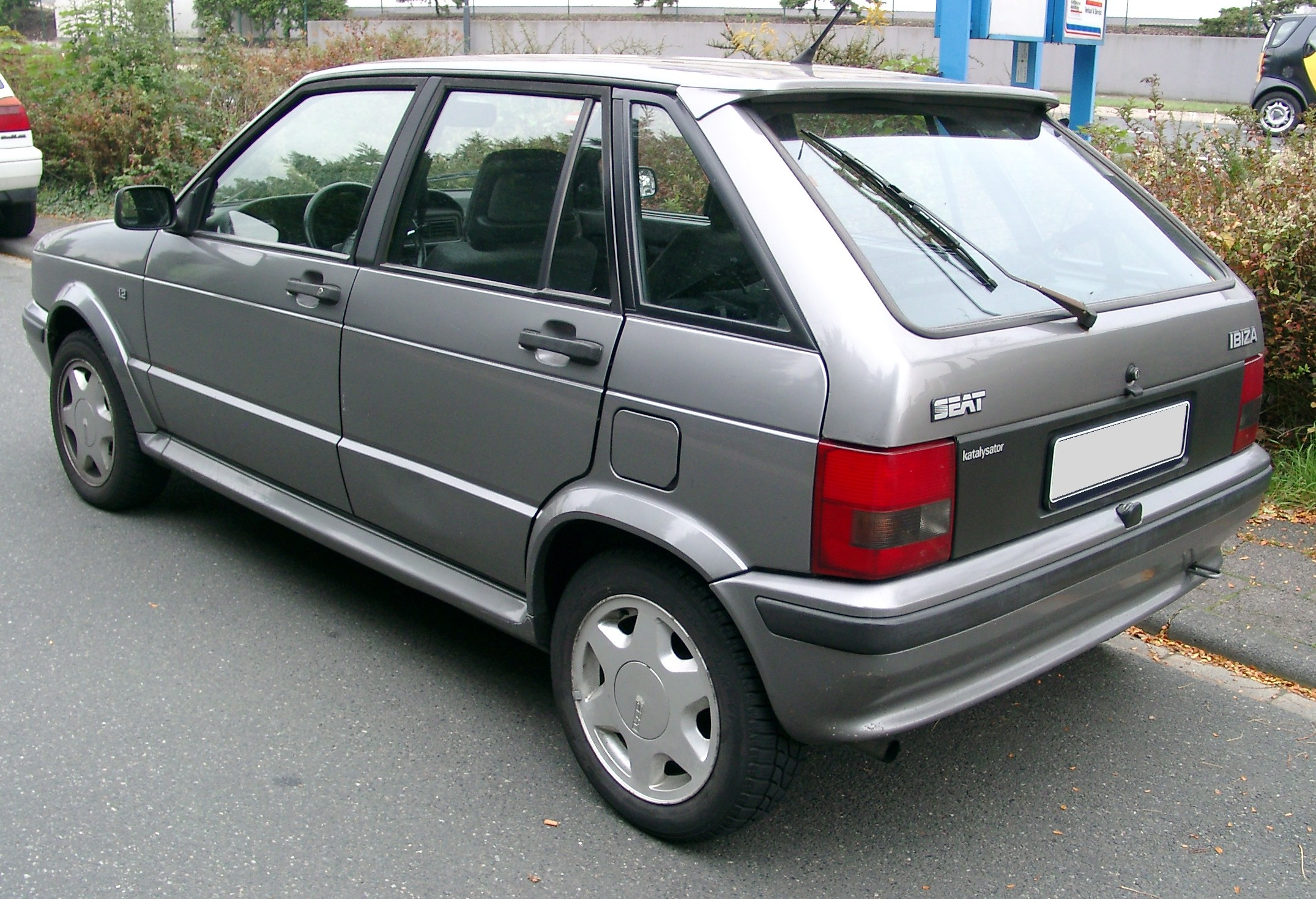
Seat Ibiza I phase 3.

### La variante chinoise Nanjing Soyat

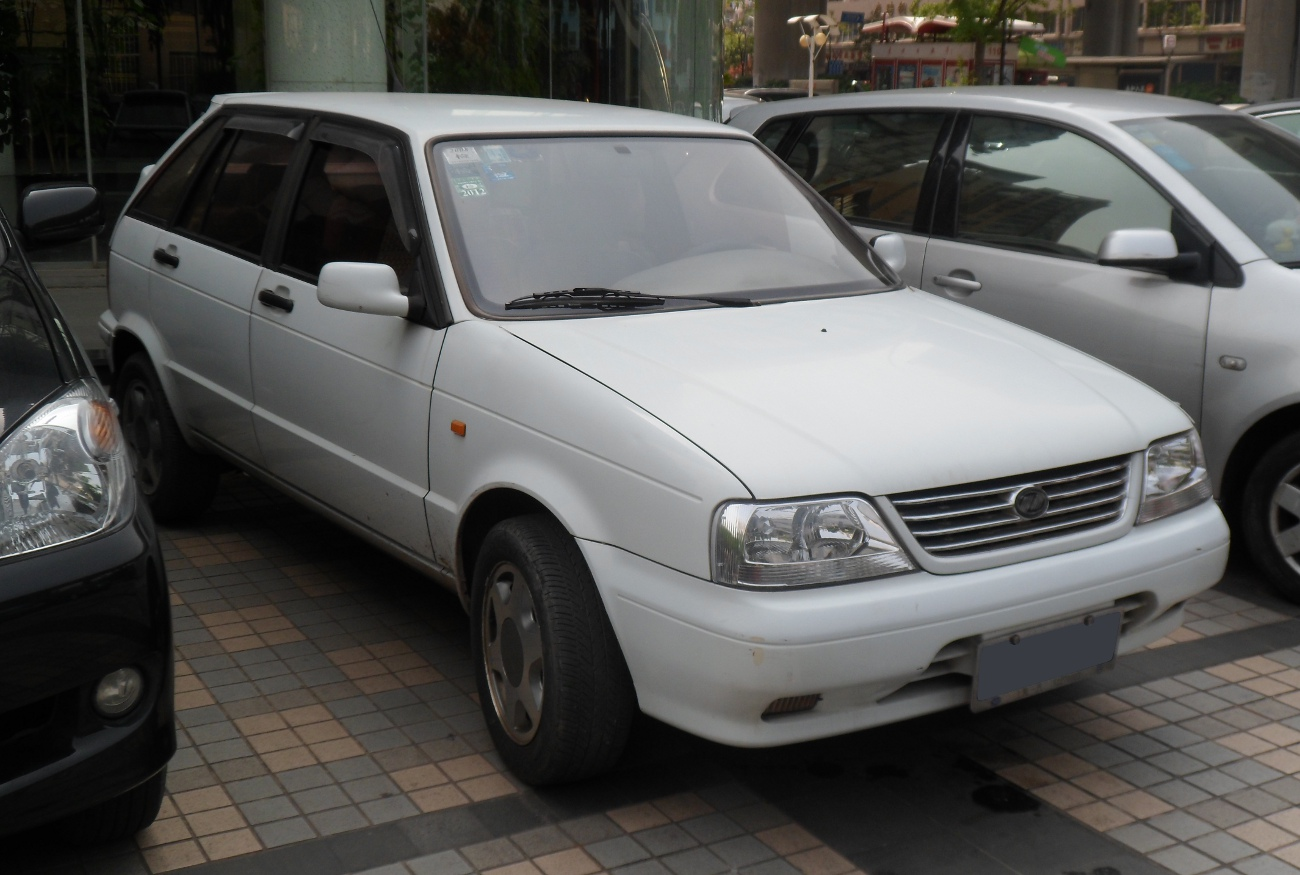
Nanjing Yuejin Soyat NJ6400 Encore

En 1997, le constructeur chinois Nanjing Auto rachète à Seat, les droits de production (carrosserie, moteur et plateforme) ainsi que la chaîne de fabrication. Nanjing Auto va donner une seconde vie à cette auto entre 1997 et novembre 2007. La production débute en 1999 dans une nouvelle filiale baptisée Nanjing Soyat. Le modèle est baptisé Zhongguo Nanjing NJ6400. Zhongguo est le nom chinois de la Chine.
En 2004, la NJ7150 Soyat a remplacé la NJ6400. Elle a bénéficié d'un restylage complet et d'un nouvel intérieur. Les modifications extérieures ont concerné la calandre, les phares et feux arrière, les pare-chocs et le hayon. Le moteur 1,3 litre a été supprimé, ne laissant que le 1,5l qui a reçu un nouveau système d'injection multipoint.
En 2006, la NJ7150B Soyat remplace la NJ7150. L'intérieur a été entièrement modifié, le tableau de bord Seat a été remplacé par une unité conçue par Najing-Soyat. Le lecteur de radio-cassette a été remplacé par un lecteur de radio-CD. Les sièges sont en similicuir de couleur beige.
En plus de la berline à cinq portes, Nanjing Soyat a proposé un grand break avec deux portes sur le côté droit, appelé Soyat NJ1020. La partie arrière plus large et plus haute semble empruntée au SEAT Inca.
Production des modèles NJ6400, NJ6750 & 6750B de 2004 à 2007.
| Année | Quantité |
| ----- | -------- |
| 2004  | 4621     |
| 2005  | 3570     |
| 2006  | 1134     |
| 2007  | 2893     |

Le modèle fourgonnette NJ1020 a été produit en 468 exemplaires en 2006 et 327 en 2007.

## Seat Ibiza II (1993 - 2002)
La deuxième génération voit le jour en 1993. Châssis et mécanique sont étroitement dérivés de la Volkswagen Polo. Cette seconde génération d'Ibiza dite 6K connaît trois phases. Un léger lifting est opéré en 1996, de nouveaux pare-chocs font leur apparition. Puis en 1998, modification de quelques détails mineurs.

Fin 1999 arrive un restylage profond, ce sera la 6K2, qui perdurera jusqu'en 2001.

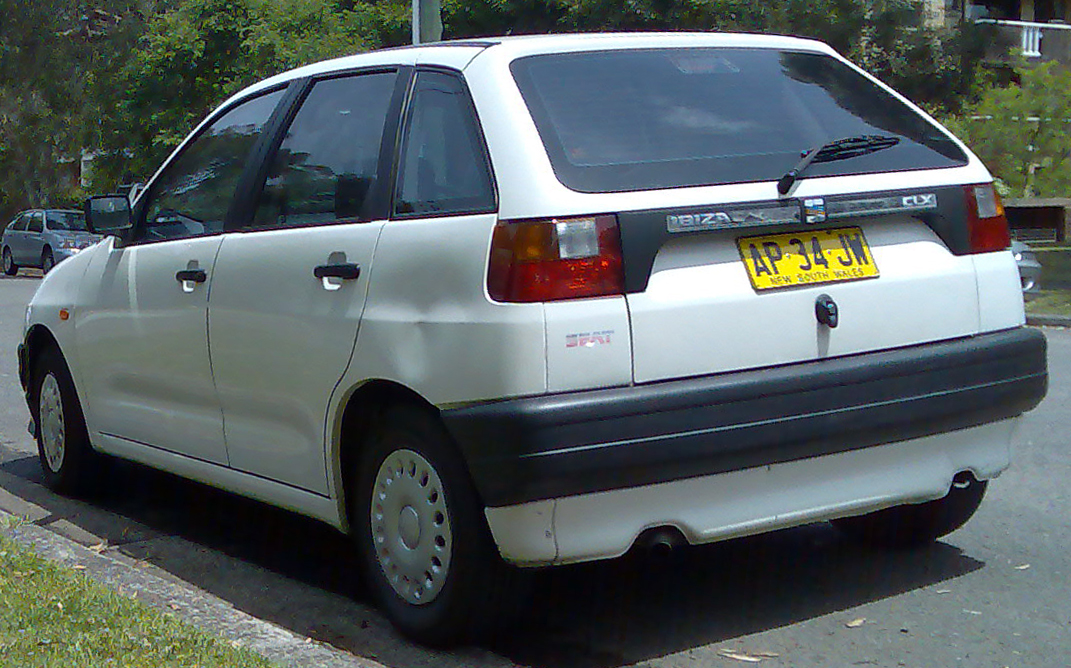
Seat Ibiza II phase 1
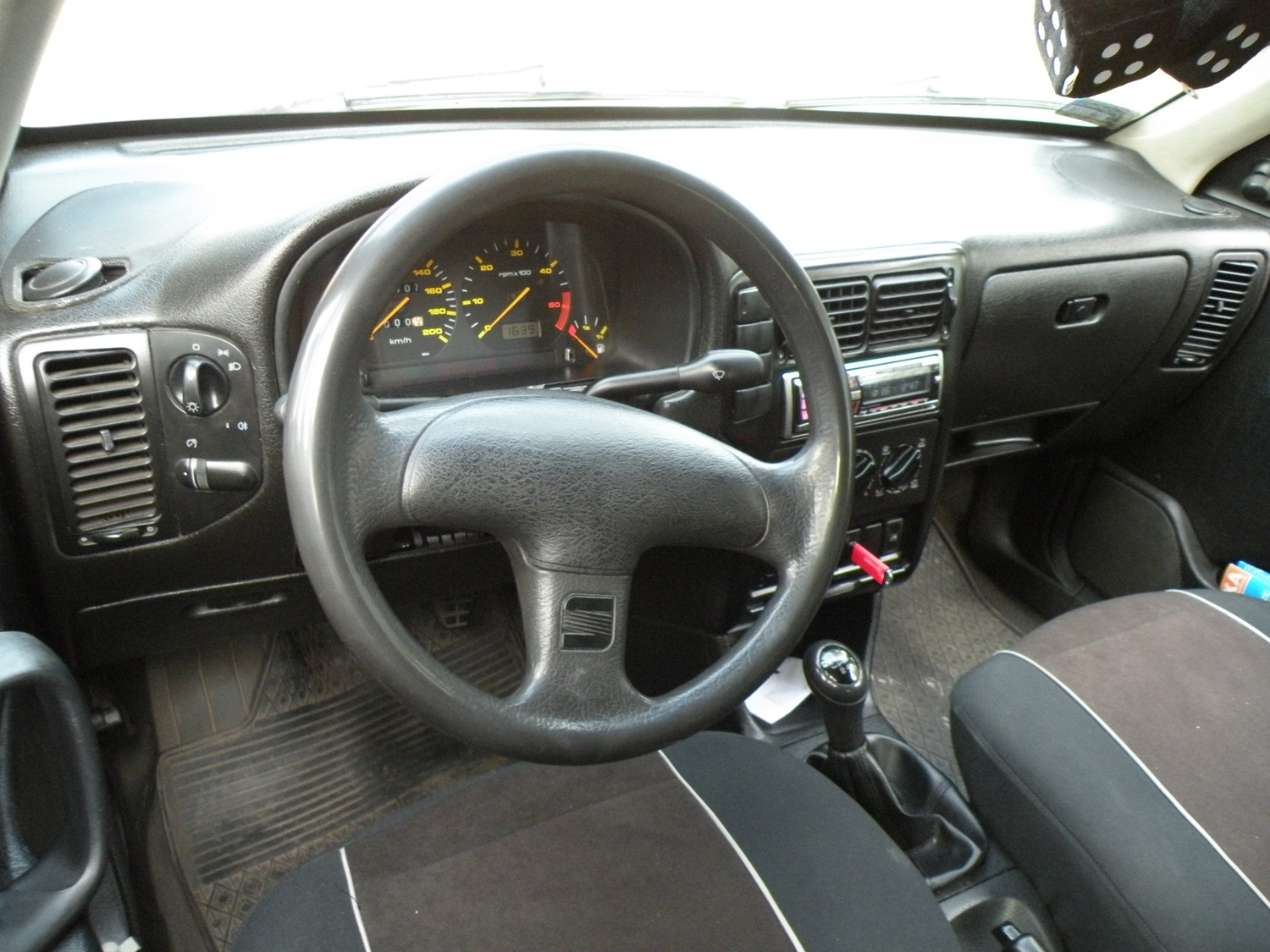
Seat Ibiza II phase 1 (intérieur)
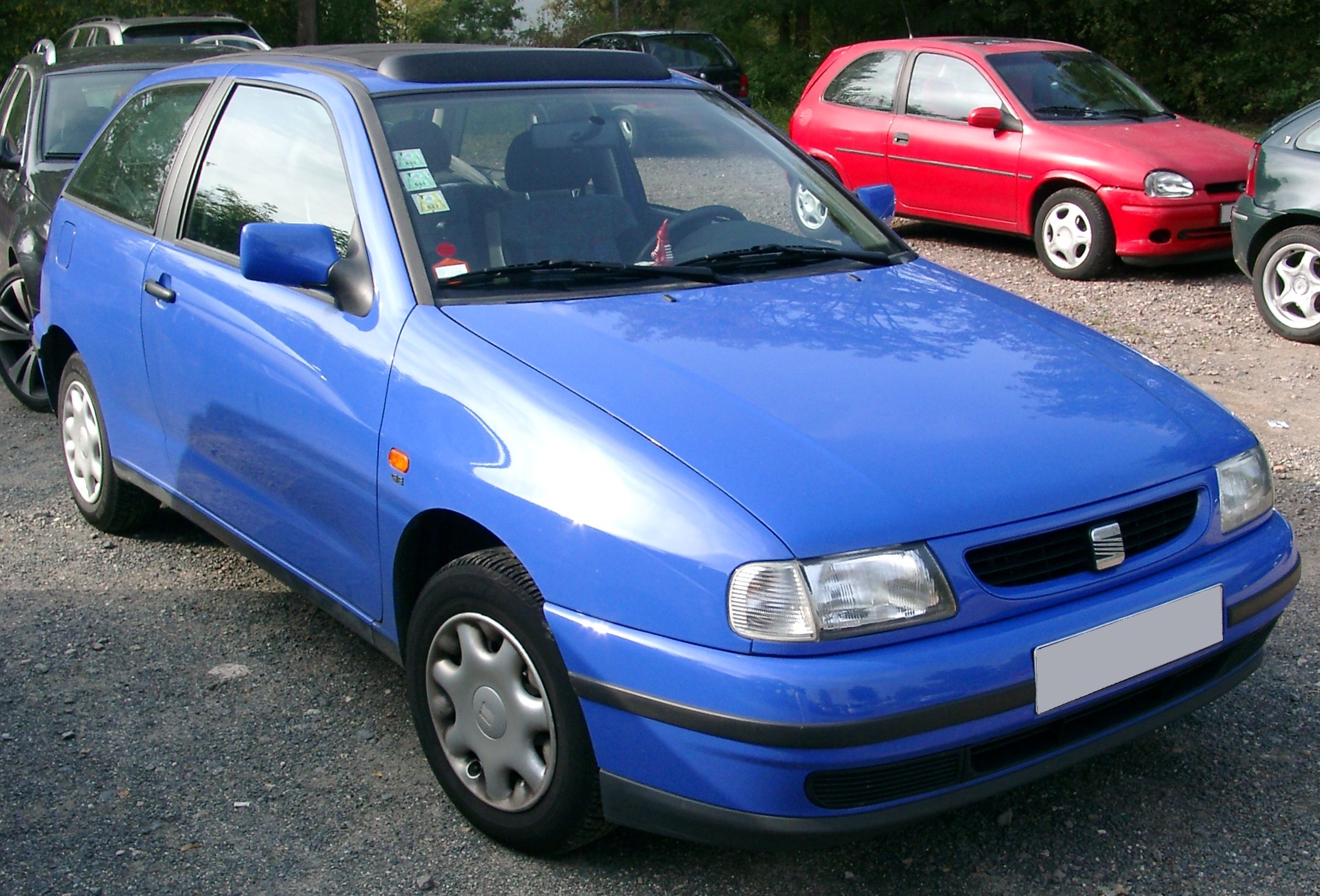
Seat Ibiza II phase 2
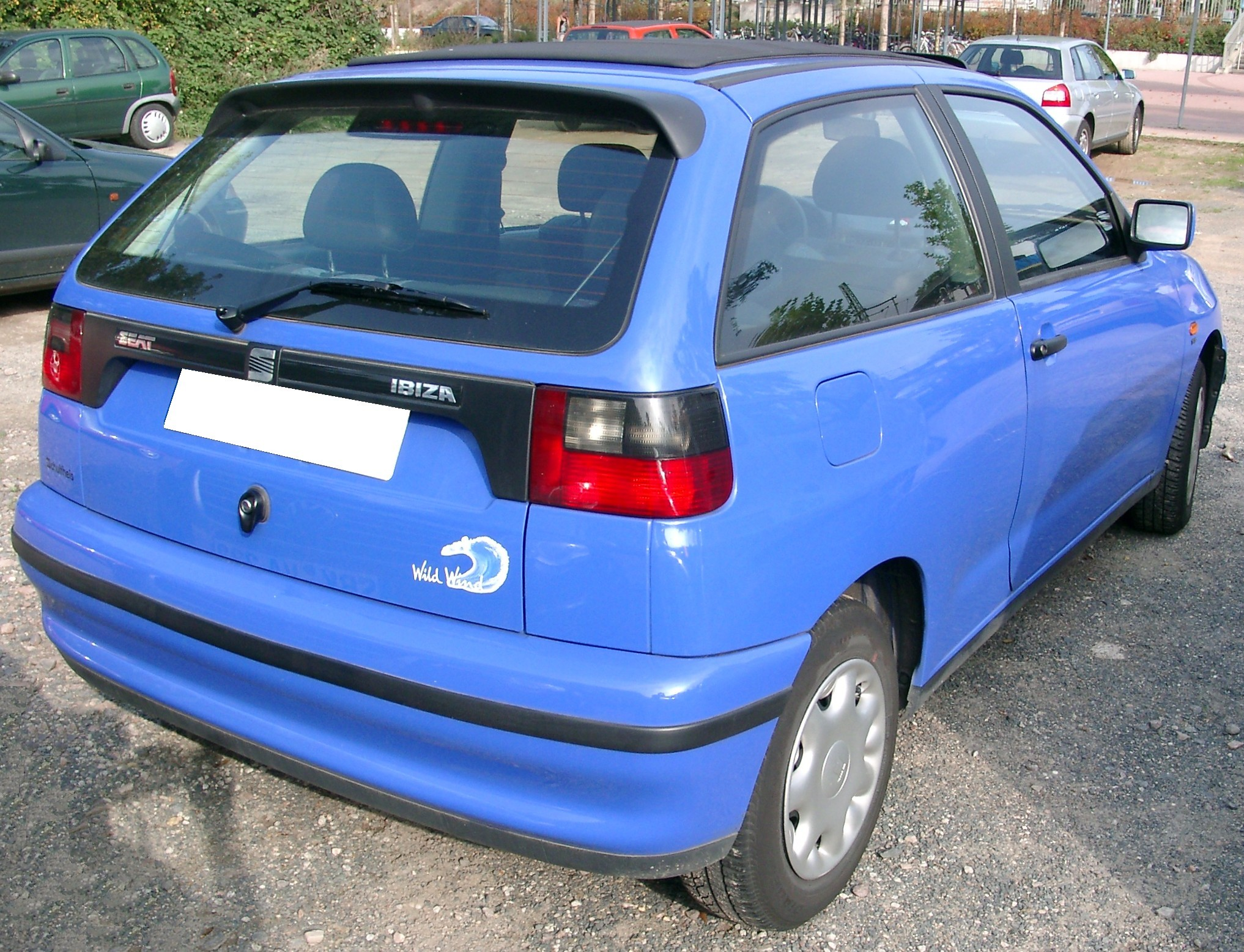
Seat Ibiza II phase 2
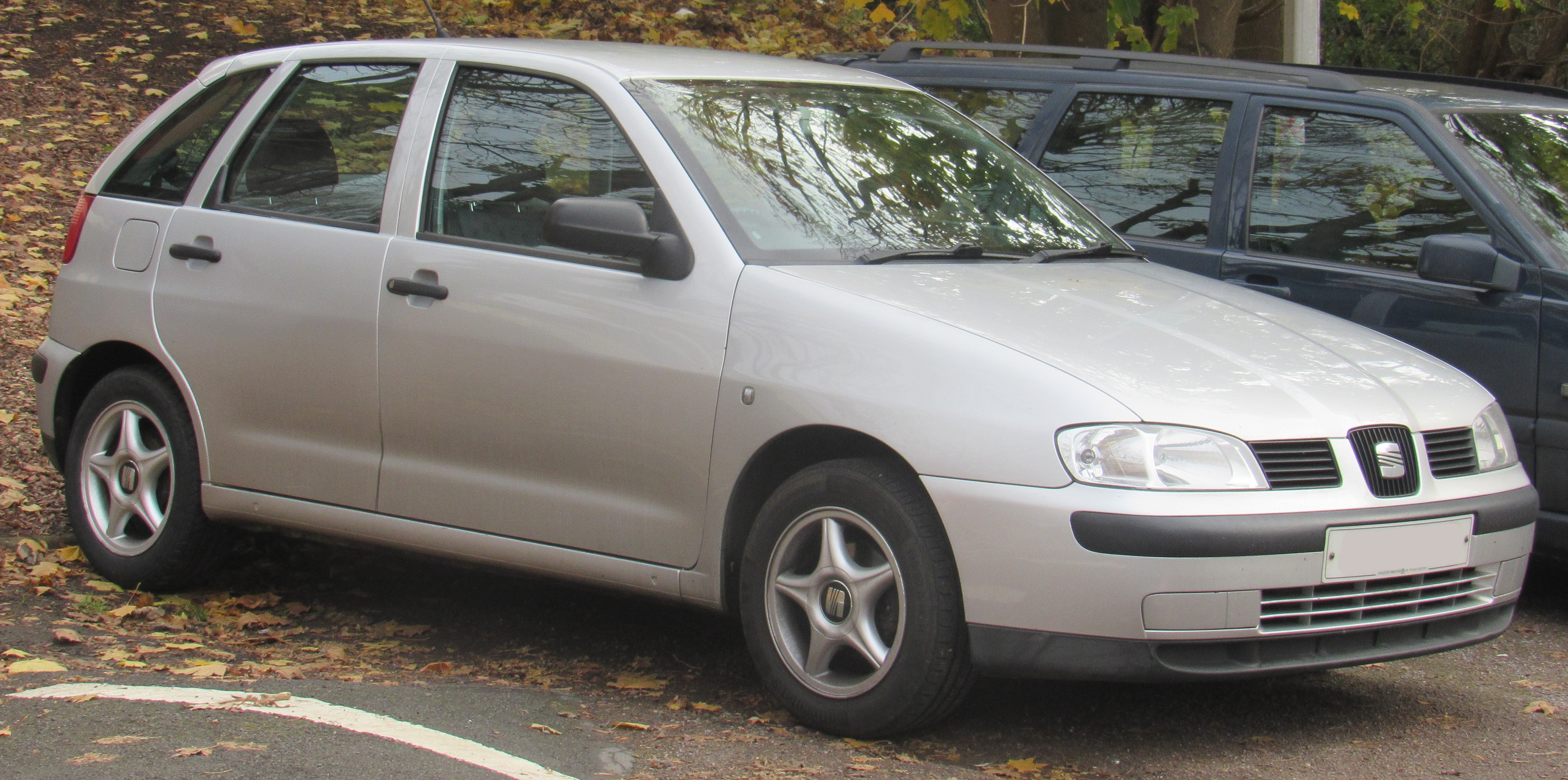
Seat Ibiza II phase 3
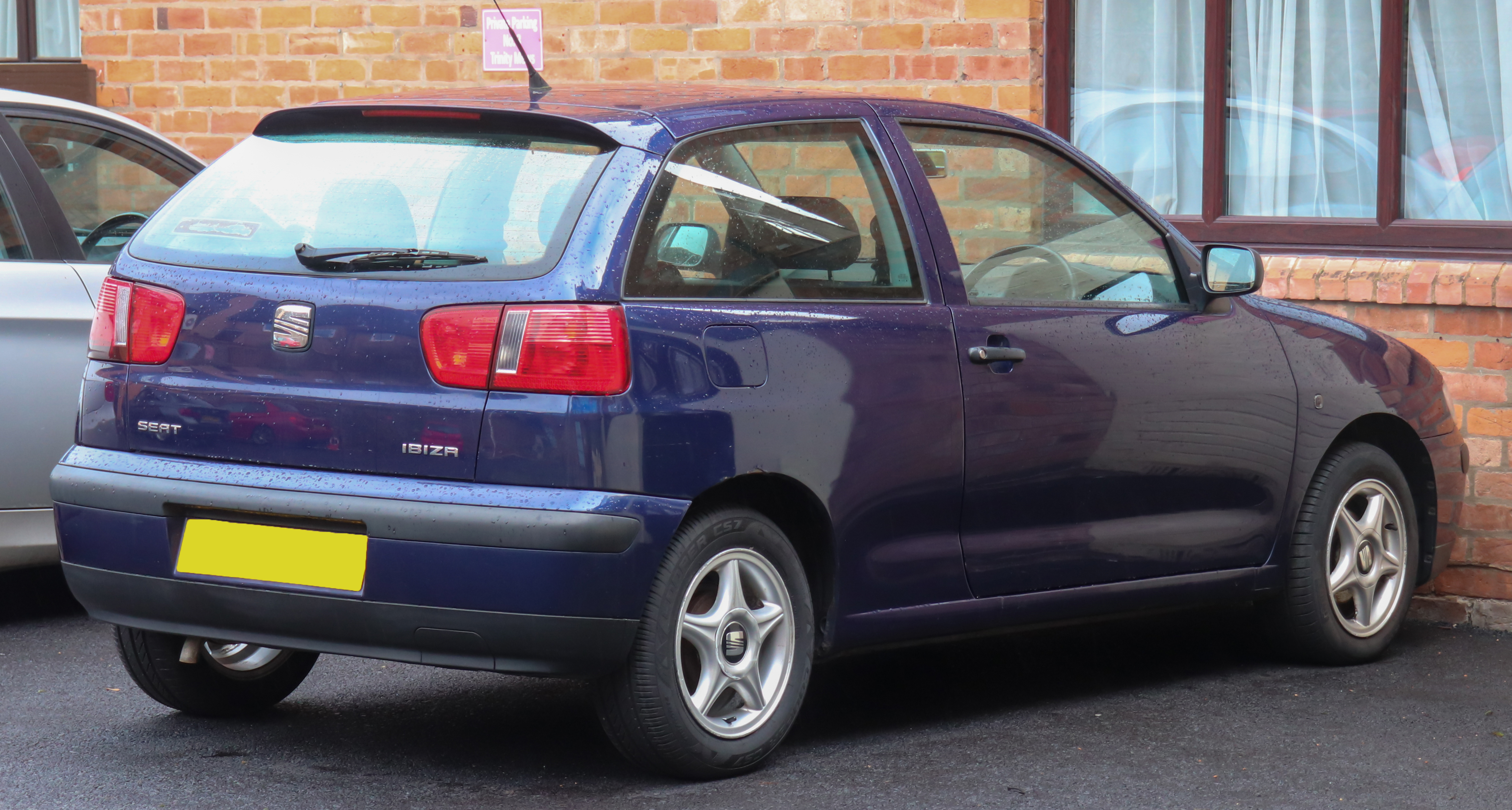
Seat Ibiza II phase 3
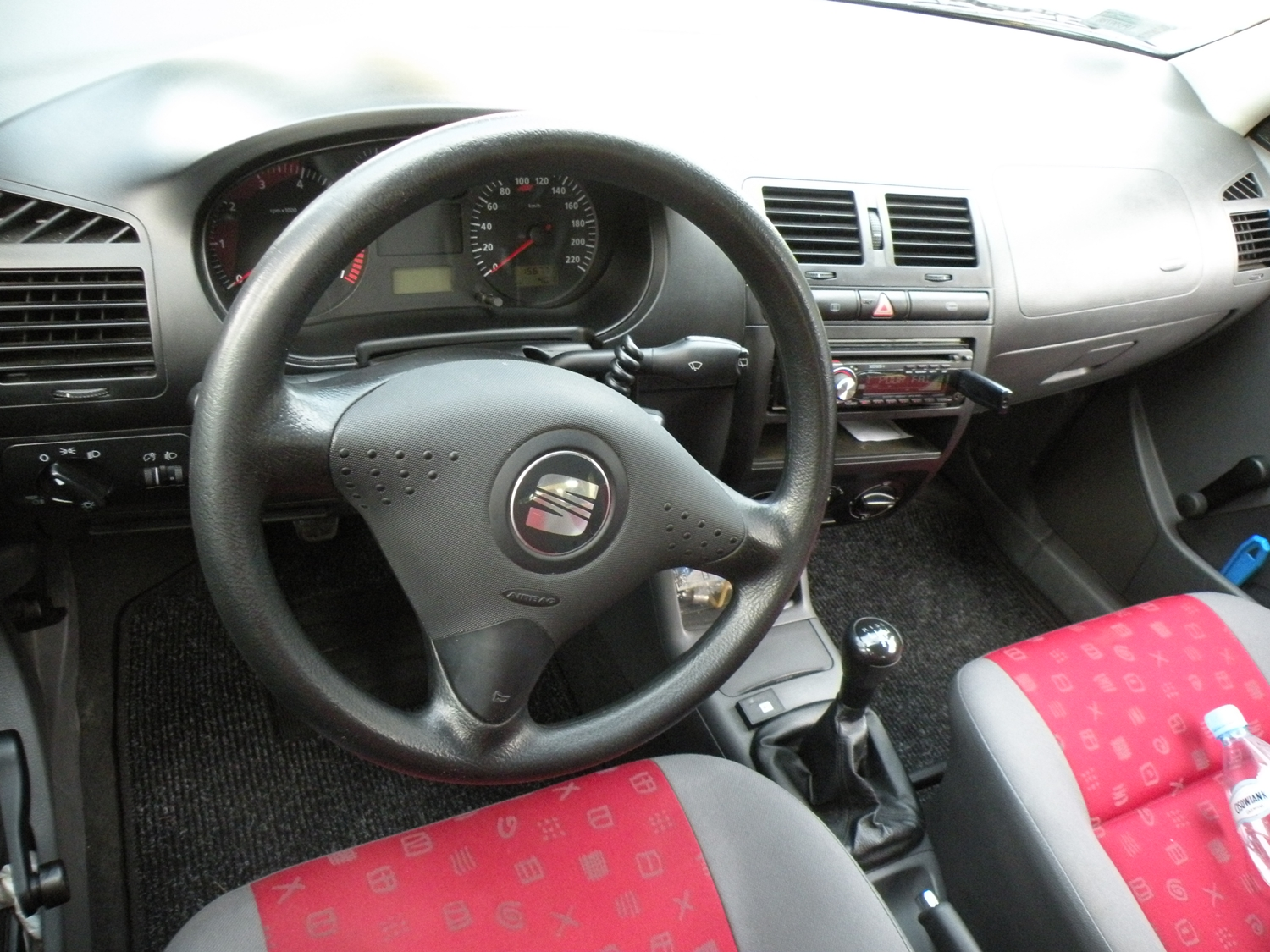
Seat Ibiza II phase 3

## Seat Ibiza MK7 (2002 - 2008)
Seat Ibiza Mk7
La troisième génération d'Ibiza est lancée en mars 2002. Elle repose sur la nouvelle plate-forme A04 du groupe VAG, également utilisée sur la Skoda Fabia de première génération, la Volkswagen Polo de quatrième génération et son dérivé tricorps, la Seat Cordoba de deuxième génération.
La version sportive FR est lancée en avril 2004.

Elle est restylée en 2006.

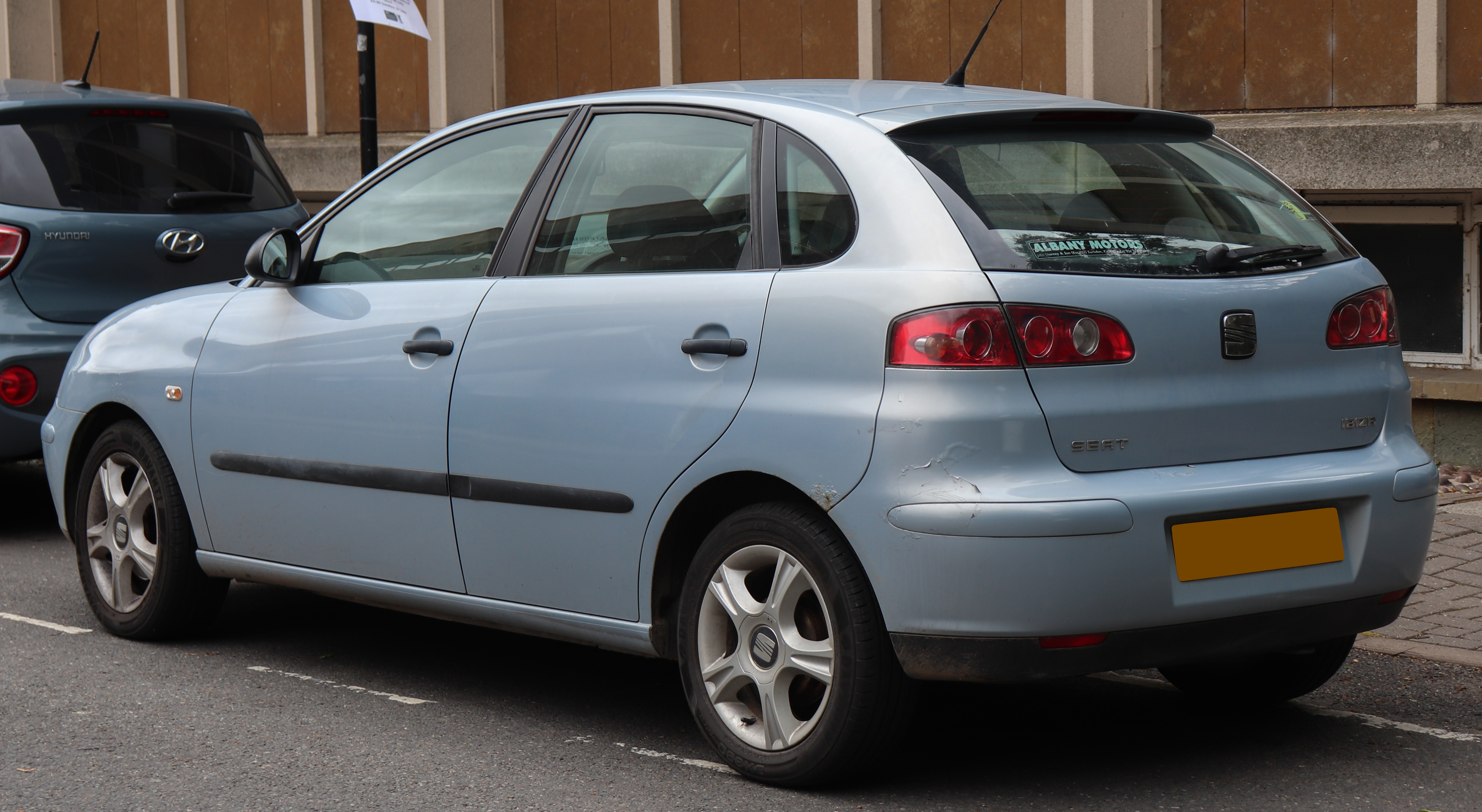
Seat Ibiza III phase 1
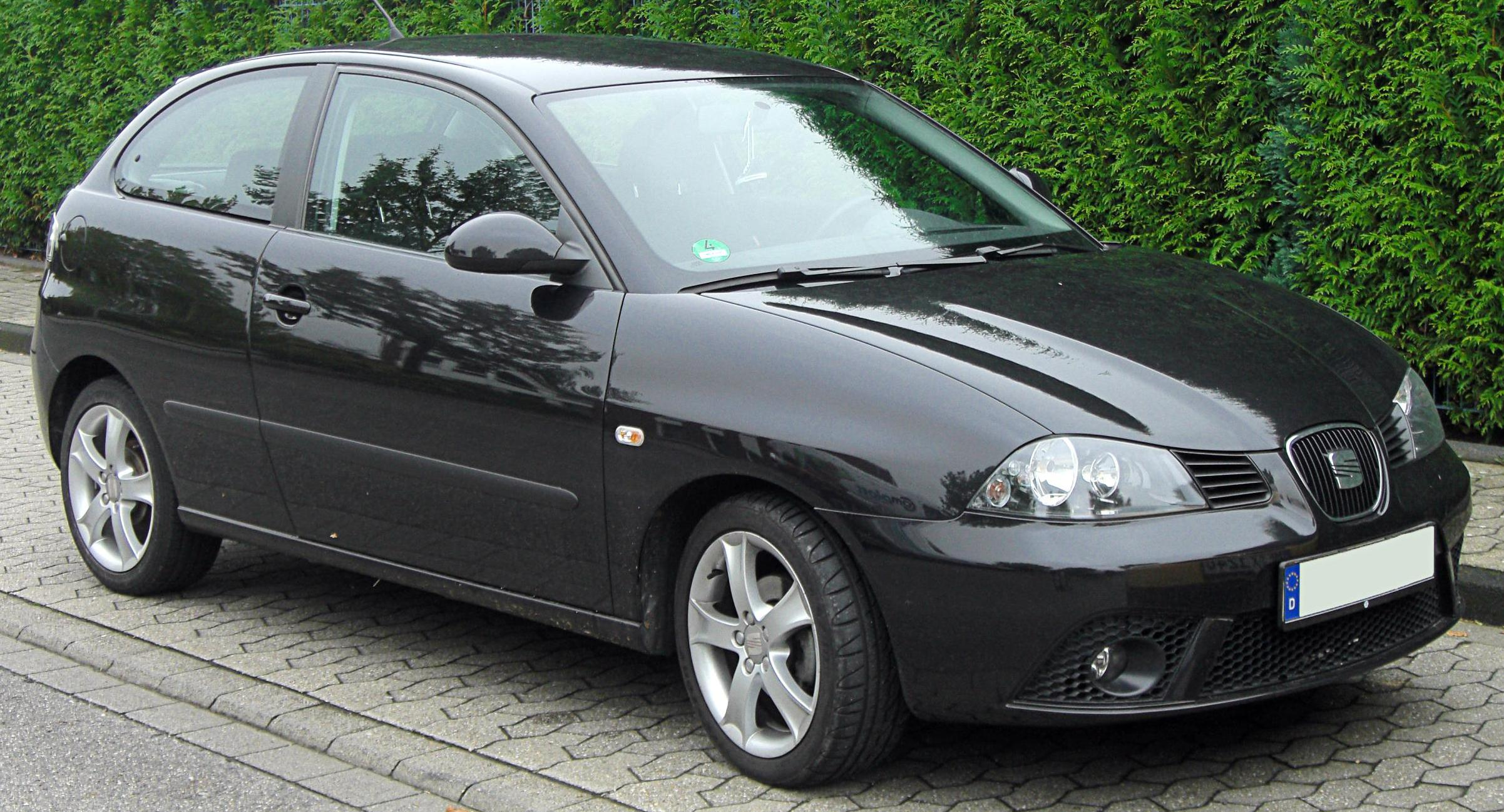
Seat Ibiza III phase 2
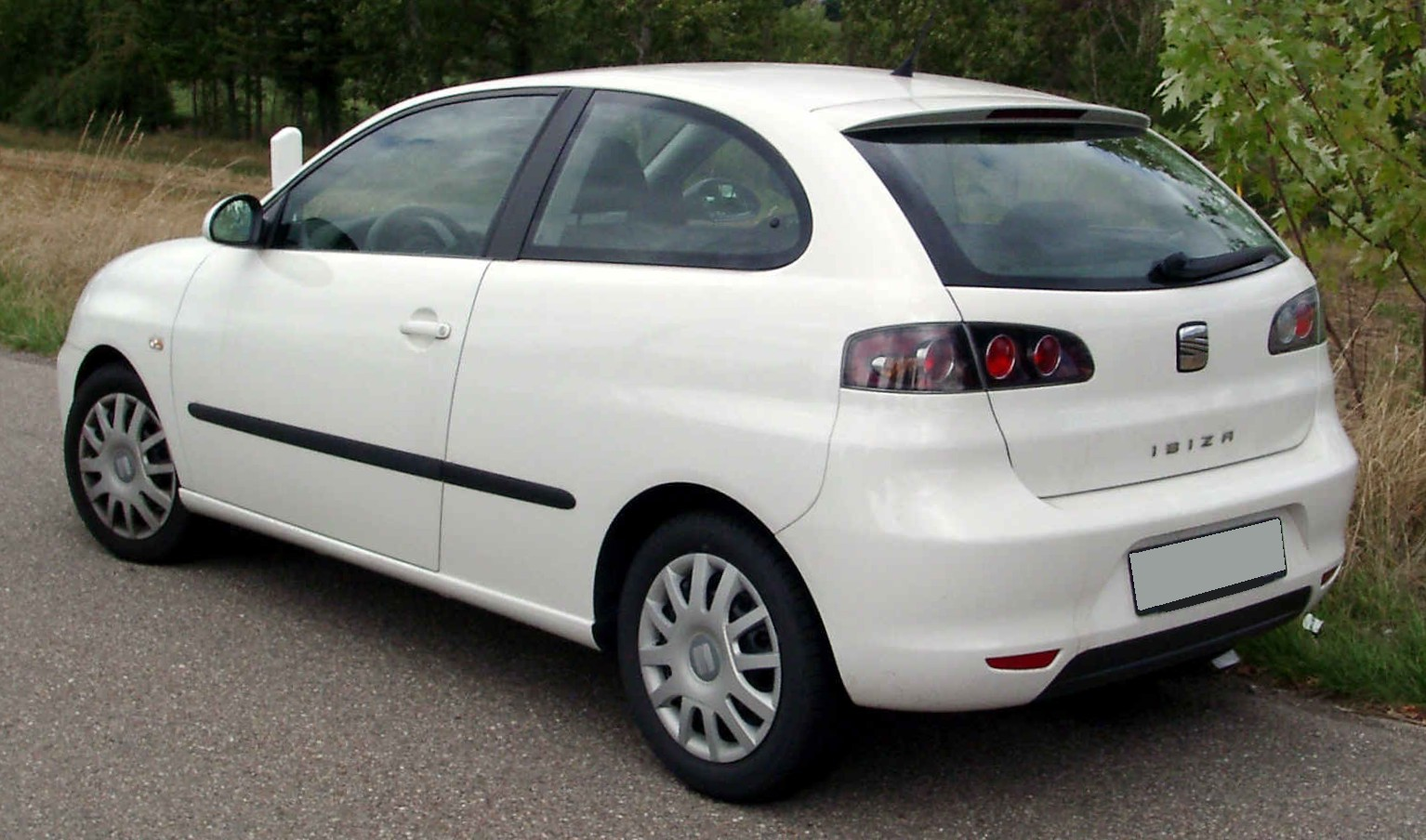
Seat Ibiza III phase 2
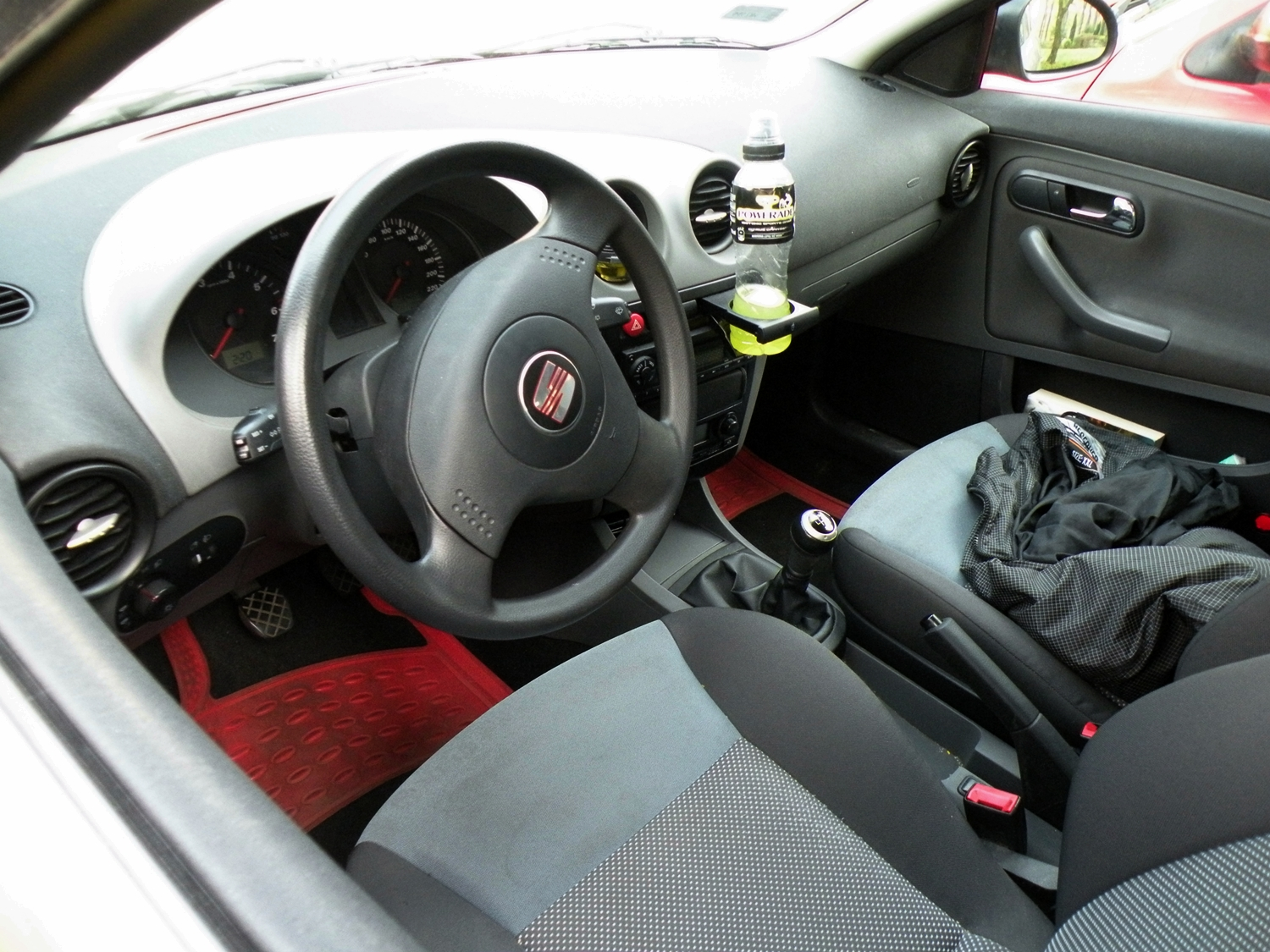
Seat Ibiza III (intérieur)

### Moteurs

#### Essence
- 1.2i 12V 51 kW/69 ch
- 1.4i 16V 63 kW/85 ch
- 1.4i 16V 55 kW/75 ch
- 1.4i 16V 55 kW/75 ch auto.
- 1.4i 16V 74 kW/100 ch
- 1.8 20VT 110 kW/150 ch
- 1.8 20VT 132 kW/180 ch

#### Diesel
- 1.4 TDI 51 kW/70 cv
- 1.4 TDI 55 kW/75 cv
- 1.4 TDI Ecomotive (FAP) 59 kW/80 cv
- 1.9 SDI 50kW/68 cv
- 1.9 SDI 47kW/64 cv
- 1.9 TDI 74 kW/100 cv
- 1.9 TDI 96 kW/130 cv
- 1.9 TDI 118 kW/160 cv

### Équipements
- Confort : rétroviseurs extérieurs réglables de l'intérieur, lève-glaces électriques à l'avant, banquette arrière rabattable asymétriquement 2/3-1/3, déverrouillage du dossier du ou des sièges avant pour accès aux places arrière
- Intérieur : fonctionnement intermittent des essuie-glace, avec potentiomètre (4 vitesses), pare-brise teinté, rétroviseur intérieur à réglage jour/nuit manuel, volant pour système d'airbag, vitres arrière teintées
- Sièges : sièges confort, réglage en hauteur manuel du siège avant gauche, sellerie pour finitions de promotion (Sport Edition ou CUPRA)
- Roues : freins à disque à l'avant, avec support de frein intégré
- Extérieur : verrouillage central radiocommandé avec commande intérieure et dispositif de fermeture automatique de tous les ouvrants à partir de 20 km/h
- Multimédia : 4 haut-parleurs (passifs), préinstallation radio avec 4HP
- Climatisation : air conditionné
- Sécurité :
  - Antidémarrage électronique à code variable, agréé SRA 7 clés
  - Phares doubles, circulation à droite, avec feux de route intégrés
  - Airbags pour conducteur et passager avec désactivation de l'airbag du passager
  - Airbags latéraux avant
  - Poche aumônière au dos des sièges avant
  - Système antiblocage des roues (ABS)

### SEAT Ibiza Ecomotive
La SEAT Ibiza Ecomotive a besoin de moins d'énergie du fait de l'amélioration de l'aérodynamisme, de l'augmentation des rapports de la boîte de vitesses et de l'augmentation de la pression des pneumatiques à 2,9 et 2,7 bars,.
Elle reçoit également un filtre à particules (FAP).
Le couple de 195 Nm permet d'exploiter pleinement le potentiel de la voiture, lui permettant d'atteindre une vitesse maximale de 177 km/h.
L'Ibiza annonce en effet une consommation mixte de 3,8 l/100 km soit 99 g de CO2 par km, ce qui permet de recevoir un bonus écologique de 1 000 € soit 300 € de plus lors de l'année 2008, car en dessous des 100 g. De 2008 à 2012, seules les Volkswagen Polo Bluemotion qui utilise la même plate-forme et la Smart Fortwo cdi ont bénéficié de ce bonus.

## Seat Ibiza IV (2008 - 2017)

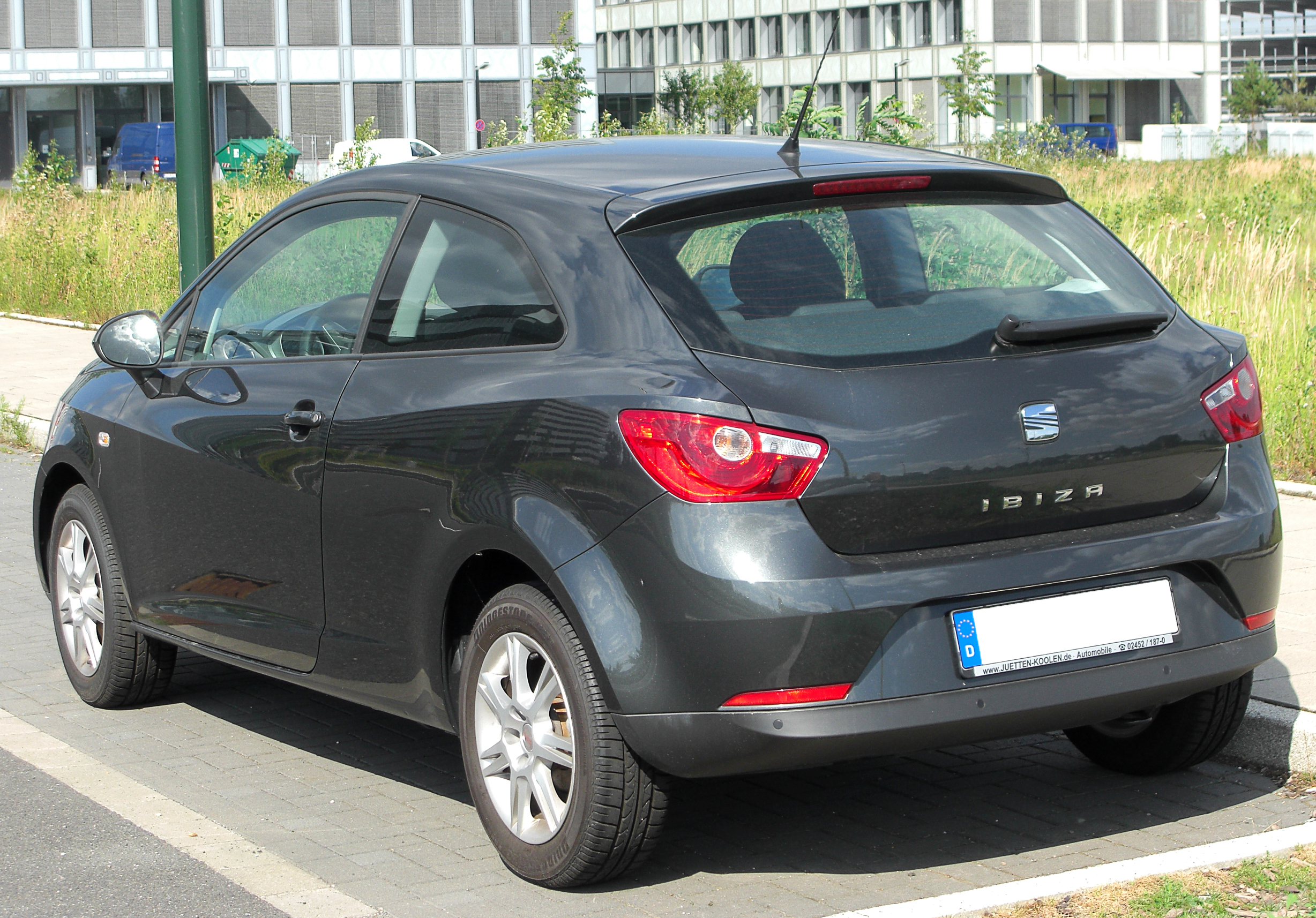
Arrière Seat Ibiza IV

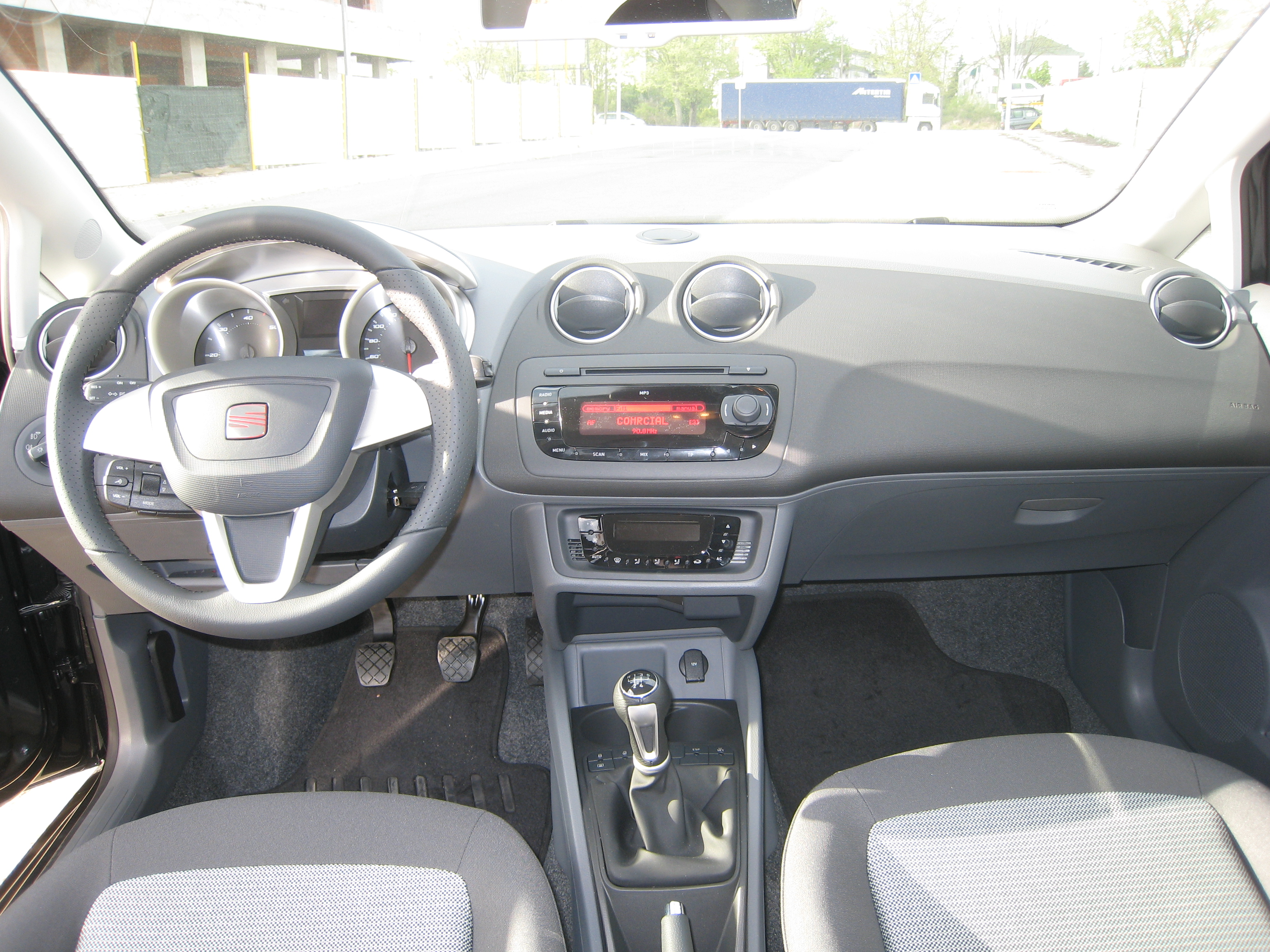
Intérieur Seat Ibiza IV

La Seat Ibiza IV (6J) est présentée au salon de Genève de 2008, sous le nom de la Seat CoupeSport « Bocanegra » Concept, le constructeur espagnol en dévoile la version cinq portes. Ce modèle sort officiellement en France le 26 juin 2008.
L’aspect général de cette Ibiza 5 portes est plutôt dynamique (ligne Arrow Design), le gabarit est plus imposant qu'auparavant et la face avant qui n’est pas sans évoquer celle du Seat Tribu Concept (découpe des fenêtres par exemple) vu à Francfort fin 2007. Cette Ibiza inaugure une nouvelle plate-forme, utilisée depuis par les Audi A1, Volkswagen Polo et Skoda Fabia.
Seat vise le haut du panier dans ce segment encombré en annonçant, selon les finitions (Reference, Stylance, Sport et Gran Via), une foule d’équipements de série. Parmi ceux-ci citons (en option) : phares bi-xénon AFS, sièges chauffants, système de navigation, contrôle électronique de la pression des pneus, volant multifonction, Bluetooth, prise USB, régulateur de vitesse ou encore intérieur cuir et la batterie d’équipements audio.
Le développement de l'Ibiza ne demande que 23 mois au lieu de 37 pour la précédente génération, grâce au nouveau centre de développement récemment créé.
Les concepteurs de cette nouvelle SEAT Ibiza donnent naissance à une voiture plus légère de 50 kg que sa devancière, et les diesel sont dotés d'un filtre à particules.
Les prix de la nouvelle SEAT Ibiza sont entre 12 600 € pour le 1.2 12V 70 ch Reference et 17 950 € pour le 1.9 TDI 105 ch FAP Gran Via.
Elle est restylée au printemps 2012 (phase 2) pour redessiner ses phares afin de les chromer. Elle adopte aussi un nouveau design plus moderne et des feux arrière redessinés. Ce lifting est aussi disponible sur le break. La version sportive, la Cupra qui a disparu, revient fin 2012.
Un second restylage survient en 2015 (phase 3). Cette fois, il agit sur l'intérieur qui a été redessiné, de nouveaux phares et feux à LED, un nouveau logo, et les motorisations reprises à la Polo 5. Intégration d'un écran tactile 6.5".

### Technologie
Elle est aussi dotée d'un nombre d'équipements technologiques, que l'on trouve aussi chez d'autres constructeurs généralistes :
- Phares Bi-xénon pour certaines versions
- Phares directionnels AFS pour certaines versions
- Éclairage d'angle des phares anti-brouillard pour certaines versions
- Assistance de démarrage de côte pour certaines versions
- ESP, ABS
- Climatisation bi-zone pour certaines versions
- Radar de Recul pour certaines versions
- Boites DSG pour certaines versions

### Moteurs
Elle dispose au choix de 5 blocs essence allant de 75 ch à 210 ch; Ainsi que de 5 diesel allant de 75 ch à 143 ch. Lancée avec les diesels ancienne génération à injecteurs-pompes si cher au groupe Volkswagen, l'Ibiza profite progressivement des nouveaux blocs maison à rampe commune comme tous les diesels actuels (common rail) malheureusement toujours aussi bruyants. Ceux-ci sont communs à la Volkswagen Polo ainsi qu'à de nombreux autres modèles du groupe.

#### Essence
- 1.0 MPI 75 ch / 55 kW
- 1.0 EcoTSI 95 ch / 70 kW
- 1.0 EcoTSI 110 ch / 80 kW
- 1.2 60 ch - 125 g/km CO2
- 1.2 MPI 70 ch - 125 g/km CO2
- 1.2 TSI 90 ch / 66kW
- 1.2 TSI 105 ch - 119 g/km CO2
- 1.2 TSI 105 ch Ecomotive - 113 g/km CO2
- 1.2 TSI 105 ch DSG - 124 g/km CO2
- 1.2 TSI 110 ch / 81kW
- 1.4 MPI 85 ch - 139 g/km CO2
- 1.4 TSI 150 ch DSG - 139 g/km CO2
- 1.4 TSI 180 ch DSG - 148 g/km CO2
- 1.4 EcoTSI 150 ch / 110 kW - 112 g/km CO2
- 1.6 MPI 90 ch / 66 kW
- 1.6 MPI 110 ch / 81 kW
- 1.8 TSI 192 ch / 141 kW - 145 g/km CO2
- 1.4 TSI 210 ch DSG (réservée uniquement au marché suisse)

#### Diesel
- 1.2 TDI 75 ch 12V - 99g/km CO2 2009
- 1.4 TDI 75 ch - 118 g/km CO2 2009
- 1.4 TDI 80 ch - 117g/km CO2
- 1.4 TDI 85 ch - 2010
- 1.4 TDI 90 ch / 66 kW
- 1.4 TDI 105 ch / 77 kW
- 1.6 TDI 90 ch - 109 g/km CO2 2010
- 1.6 TDI 105 ch 2009
- 1.9 TDI 105 ch - 112g/km CO2 2011
- 2.0 TDI FR 143 ch - 119 g/km CO2 2011

### Versions
- Blitz (amérique du sud)
- Preference
- Reference
- Style
- Copa
- Goodstuff
- Connect
- Itech
- FR (version sport)
- Cupra : uniquement proposée en version essence, sortie d'échappement trapézoidale, un toit panoramique, des jantes 17", des rétroviseurs noirs, et une nouvelle finition intérieure. Le moteur est un 1.4 TSI associant turbocompresseur et compresseur volumétrique soufflants à 2.7 bar de pression d'origine, développant 190 ch couplé à une boîte DSG 7 vitesses.
- Écomotive
- Gran via
- Bocanegra (finition disponible sur les versions FR et Cupra)
- Sport Tourer
- SC (Sport Coupé) : version 3 portes, avec une carrosserie différente, notamment la poupe et le profil qui par rapport à la 5 portes, sont plus sportivement accentués,des jantes 17 (modele SC SPORT).
- 30 years : Pour fêter les 30ans de l'Ibiza (la première Ibiza est sortie en 1984), Seat sort en 2014 une série spéciale et exclusive de ce modèle. Seulement disponible en version 3 portes, avec un moteur essence 1.2 TSI de 105 ch ou un moteur diesel 1.6 TDI de 105 ch (une version 1.6 TDI de 90 ch est aussi disponible en Belgique). Cette série exclusive est limitée à seulement 300 exemplaires dans le monde (dont seulement 30 exemplaires disponible pour la France). Cette version a la particularité de posséder des logos 3D « 30 years » sur les montants latéraux et sur la lunette arrière, ainsi qu'un équipement de série assez important : intérieur sport en cuir et alcantara, jantes Tagus 17" noires, phares avant et arrière LED bi-xénon, caméra de recul, rétroviseurs et calandre noirs, etc.

### Équipements de séries et options

#### Design
Le nouveau design de l’Ibiza inclut une calandre basse en nid d’abeille, des pare-chocs couleur carrosserie et un becquet arrière. Des phares bi-xénon réglables électriquement pour plus de visibilité. Des rétroviseurs extérieurs (couleur carrosserie, comme les poignées des portes) rabattables électriquement. Un toit ouvrant électrique. Des projecteurs antibrouillard et un capteur de pluie. Des vitres teintées et des jantes alliage 16 pouces. La version FR, avec ses jantes alliage 17 pouces, ses rétroviseurs argent, ses optiques à l’encadrement couleur carrosserie (disponible en accessoire) et une double sortie d’échappement chromée.

#### Intérieur
Les options incluent un volant multifonctions qui permet de contrôler l’équipement audio intégrant un lecteur CD/MP3. Le régulateur de vitesse, commandé par l’intermédiaire de l’ordinateur de bord. Un volant gainé de cuir, réglable en hauteur et en profondeur. Le pommeau du levier de vitesse est également habillé de cuir. Le Système de Navigation, propose un autre itinéraire grâce aux informations actualisées. Le Climatronic vous permet de régler la température de l’habitacle. Un filtre anti-pollen a été ajouté.
Les sièges à l’avant sont réglables en hauteur, chauffants (en option) et dotés de poches de rangement dans le dossier. Les sièges arrière sont rabattables asymétriquement. Les appuis-tête sont tous réglables en hauteur, ceux de l’avant sont inclinables afin qu’ils s’ajustent de manière précise. Il existe également des porte-gobelets.

#### Palette de couleurs
| Peintures métallisées    |
| Peintures personnalisées |
| Peintures vernies        |

### Sécurité

#### Sécurité active
L'Ibiza dernière génération reçoit 5 étoiles au crash test EuroNCAP.

#### Sécurité passive
Les airbags conducteur, passager et latéraux sont de série (les airbags rideaux sont également disponibles en option). Les ceintures de sécurité sont équipées de rétracteurs – si le freinage est brutal, un limiteur est activé, qui relâche la tension de la ceinture afin de prévenir le risque de blessures. Les entretoises, les arceaux de protection de l’habitacle et les piliers sont renforcés. ISOFIX permet la fixation des sièges enfant directement sur le châssis.

### Finitions
- Référence
- Style
- Connect
- SOL (uniquement pour le marché Algérien)
- FR (version sport)
- Cupra (uniquement sur la version coupé)

#### Séries spéciales
- MyCanal
- Last Edition

## Seat Ibiza V (2017 -)
Seat dévoile officiellement son Ibiza V le 31 janvier 2017. Son style est similaire à celui des Seat León, Seat Ateca et du concept car Seat 20V20, par rapport aux phares affinés et agressifs de la proue. Elle est livrable en quatre finitions : Référence, Style, FR et Xcellence. L'Ibiza ne propose qu'une seule carrosserie 5 portes et il intervient des changements dans sa gamme : le coupé SC à 3 portes et le break ST disparaissent car le premier est moins diffusé et le second est remplacé par un SUV urbain nommé Arona présenté au Salon de Francfort 2017. Elle repose sur la nouvelle plateforme modulaire MQB-A0 qu'elle inaugure en même temps que la Volkswagen Polo de sixième génération.

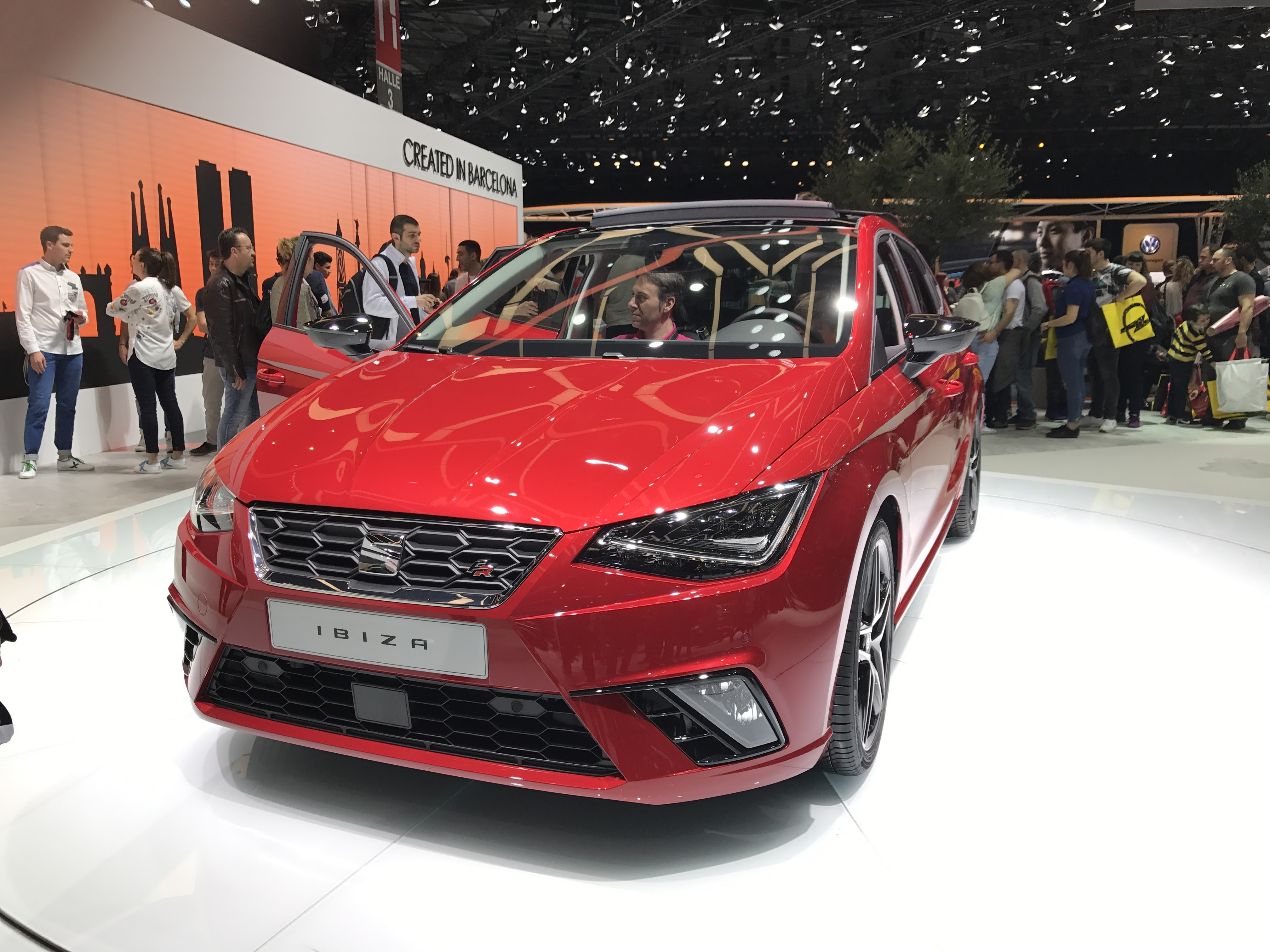
Vue de l'avant (finition FR)
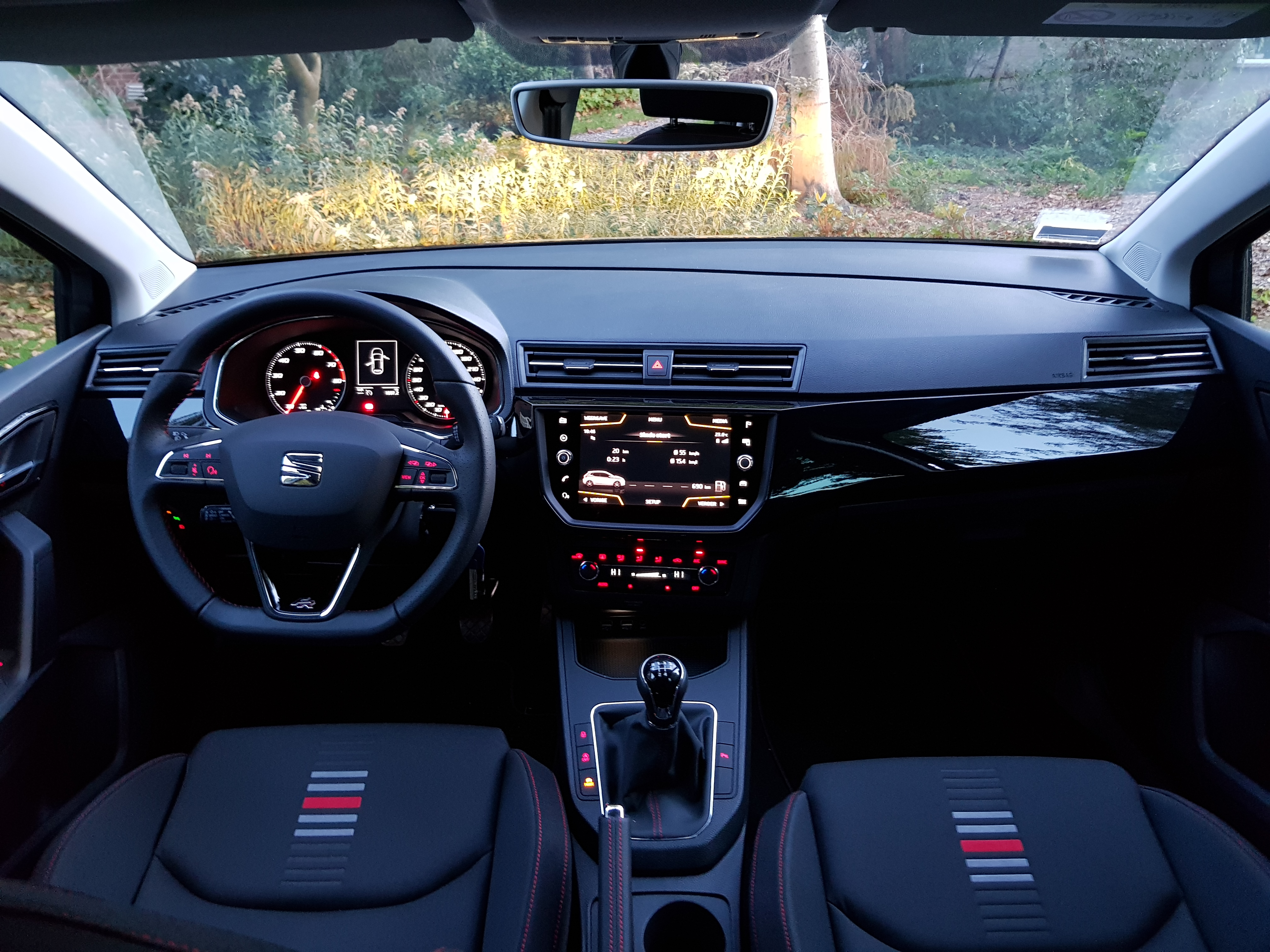
Intérieur
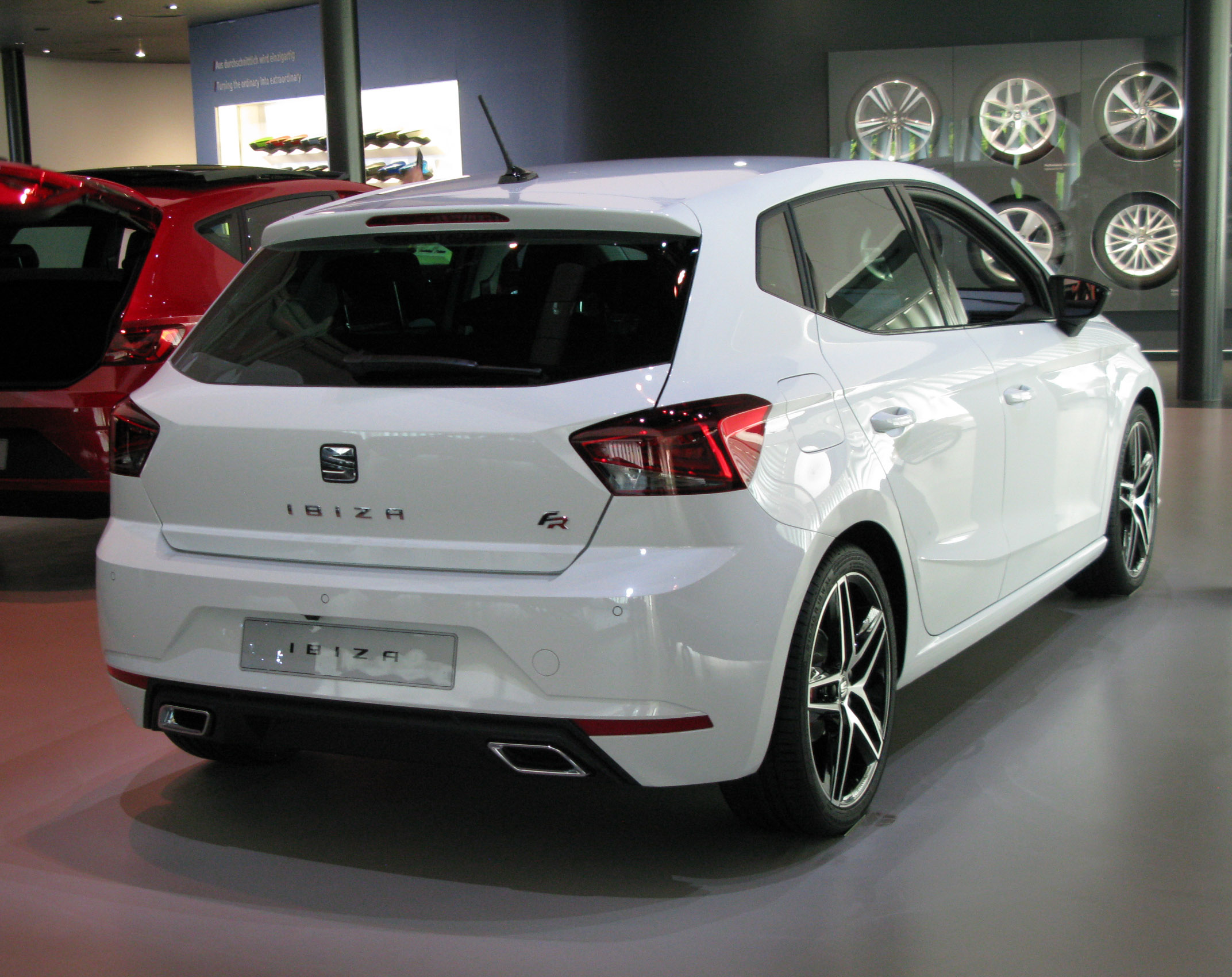
Vue de l'arrière (finition FR)

Phase 2

La version restylée de la cinquième génération de l'Ibiza est présentée en avril 2021.

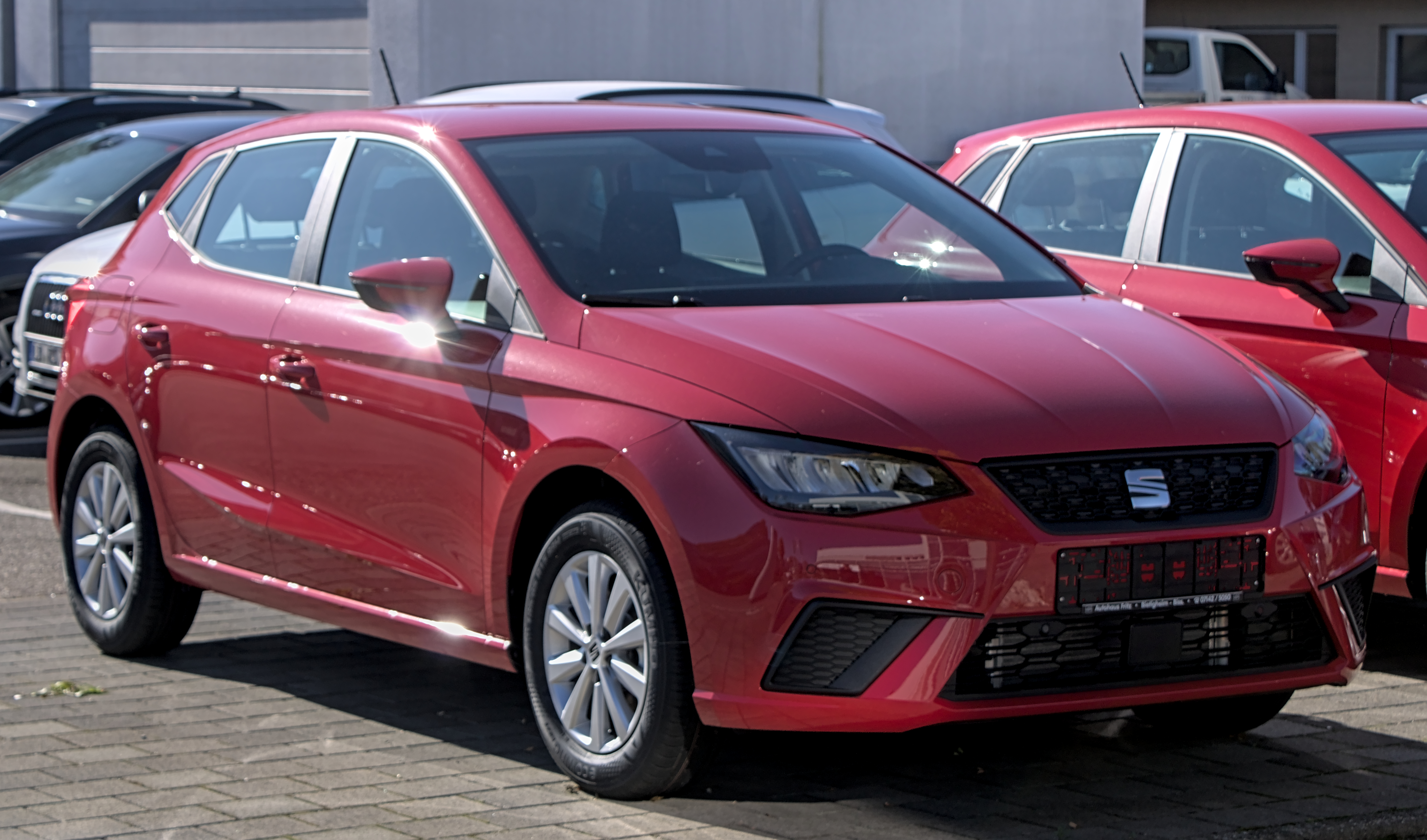
Vue de l'avant (restylé)
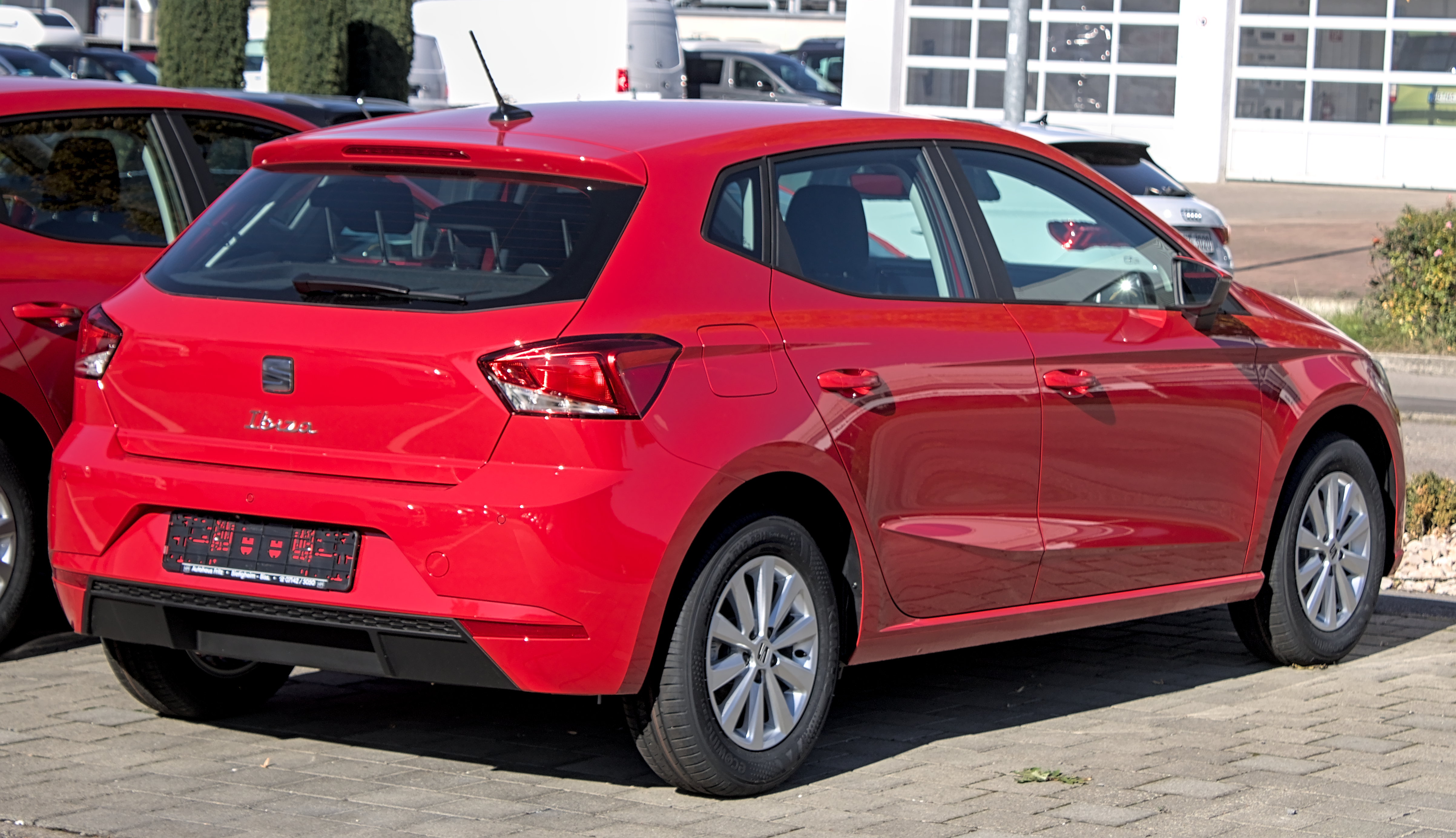
Vue de l'arrière (restylé)

### Motorisations
|                                                     | 1.0 MPI 75                | 1.0 TSI 95                 | 1.0 TSI 115                | 1.0 TSI 115 DSG7           | 1.6 MPI 90/110            | 1.5 TSI Evo 150            |
| --------------------------------------------------- | ------------------------- | -------------------------- | -------------------------- | -------------------------- | ------------------------- | -------------------------- |
| Moteur                                              | 3-cylindres atmosphérique | 3-cylindres turbocompressé | 3-cylindres turbocompressé | 3-cylindres turbocompressé | 4-cylindres atmosphérique | 4-cylindres turbocompressé |
| Cylindrée (cm3)                                     | 999                       | 999                        | 999                        | 999                        | 1598                      | 1498                       |
| Puissance (ch)                                      | 75                        | 95                         | 115                        | 115                        | 90/110                    | 150                        |
| au régime de (tr/min)                               | 6200                      | 5000                       | 5000                       | 5000                       | 5200                      | 5000-6000                  |
| Couple (N m)                                        | 95 à 3 000-4 300          | 175 à 1 500-3 500          | 200 à 2 000-3 500          | 200 à 2 000-3 500          | 153/155 à 3 800           | 250 à 1 500-3 500          |
| au régime de (tr/min)                               | 3000-4300                 | 1500-3500                  | 2000-3500                  | 2000-3500                  | 3800                      | 1500-3500                  |
| Boîte de vitesses                                   | BVM5                      | BVM5                       | BVM6                       | BVA7 double embrayage      | BVM 5 ou BVA 6            | BVM6                       |
| Vitesse (km/h)                                      | 167                       | 182                        | 195                        | 193                        | 185                       | 215                        |
| 0-100 km/h (s)                                      | 14,7                      | 10,9                       | 9,3                        | 9,5                        | 10,8                      | 7,9                        |
| Consommation (L/100 km) urbain, extra-urbain, mixte | 6,0/4,3/4,9               | 5,8/4,1/4,7                | 5,8/4,1/4,7                | 5,6/4,2/4,7                | 7,5/6,1/6,5               | 6,2/4,2/4,9                |
| Émissions de CO2 (g/km)                             | 112                       | 106                        | 108                        | 108                        | 153                       | 112                        |

Diesel
|                            | 1.6 TDi 80                                                      | 1.6 TDi 95                                                      | 1.6 TDi 115                                                     |
| Moteur                     | 4 cylindres Injection Directe Common-Rail + Turbo + Intercooler | 4 cylindres Injection Directe Common-Rail + Turbo + Intercooler | 4 cylindres Injection Directe Common-Rail + Turbo + Intercooler |
| Cylindrée (cm3)            | 1 598                                                           | 1 598                                                           | 1 598                                                           |
| Puissance (ch à tr/min)    | 80 à 6 200                                                      | 95 à 5 000                                                      | 115 à 3 250                                                     |
| Couple (N m à tr/min)      | 230 à 1 400                                                     | 250 à 1 500                                                     | 250 à 1 500                                                     |
| Boîte de vitesses          | BVM5                                                            | BVM5                                                            | BVM6                                                            |
| Vitesse (en km/h)          | 172                                                             | 182                                                             | 195                                                             |
| 0-100 km/h (en s)          | 13,3                                                            | 11,3                                                            | 9,6                                                             |
| Consommation (en L/100 km) | 4,5/3,4/3,8                                                     | 4,4/3,5/3,8                                                     | 4,5/3,6/3,9                                                     |
| Émissions de CO2 (en g/km) | 99                                                              | 99                                                              | 102                                                             |

### Finitions
Finitions disponibles en France[Quand ?]:
- Reference
- Style
- Xcellence
- FR
- FR Sport Line
- FR Xclusive

#### Séries spéciales
- Red Edition
- Urban
- Copa (2022)[14]
- Anniversary Limited Edition (2024), célèbre le 40e anniversaire de l'Ibiza[15].